# Abu l-Qasim Ali
Abū l-Qāsim ʿAlī, detto Abū 'l-Qāsim ʿAlī ibn al-Hasan (in arabo أبو القاسم علي بن الحسن‎?; Sicilia, X secolo – Capo Colonna, 13 luglio 982), è stato un generale arabo, Emiro di Sicilia dal 969 al 982, terzo della dinastia dei Kalbiti che regnarono sull'isola dal 948 al 1053.

## Fatti antecedenti

Italia attorno all'anno 1000.

La Sicilia fu conquistata tra l'827 e l'878 dagli arabi sunniti della dinastia degli Aghlabidi, provenienti dall'Ifriqiya (approssimativamente l'attuale Tunisia).
Dopo la caduta degli Aghlabidi, nel 909, gli emiri di Sicilia cominciarono a rendersi sempre più indipendenti.
Durante questo periodo ci furono però delle insurrezioni molto simili ad una guerra civile. Queste agitazioni ebbero la loro radice nelle profonde differenze tra gli arabi e i berberi così come tra gli arabi di origine nord arabica e sud arabica. A Palermo (a maggioranza araba) e ad Agrigento (a maggioranza berbera) ci furono delle rivolte armate.
I Fatimidi sciiti, che nel 948 erano riusciti a scacciare gli Aghlabidi dal Nord Africa, riuscirono solamente durante la reggenza del fatimide al-Qa'im bi-Amr Allah (934-946), il secondo imam della dinastia fatimide, a riprendere il predominio in Sicilia.
Dal 944 al 947 però al-Qāʾim e suo figlio Ismāʿīl al-Mansūr bi-Nasr Allah (946-953), furono occupati nel contrastare la ribellione berbera dei khargiti, guidati da Abu Yazid, in Nordafrica.
Solo dopo Ismāʿīl al-Mansūr riuscì a dedicare la propria attenzione alla Sicilia e per placare le agitazioni nominò Hasan ibn Ali al-Kalbi emiro della Sicilia.
Questi fu il fondatore della dinastia dei Kalbiti. Si stabilì a Palermo, fece delle nuove scorrerie in Italia e riuscì a consolidare la sua indipendenza.
Quando morì Ismāʿīl al-Mansūr, nel 952, al-Hasan ibn ʿAlī al-Kalbī si recò ad al-Mansuriyya e suo figlio Ahmad ibn Hasan (m. 969) divenne il nuovo emiro di Sicilia.
Al-Hasan ibn ʿAlī al-Kalbī morì nel 964.

## Emiro di Sicilia
Abū l-Qāsim ʿAlī, fratello di Ahmad ibn Hasan, raggiunse l'isola probabilmente nell'anno 359H inoltrato (970), su incarico del califfo al-Mu'izz: questi lo aveva inviato per rasserenare il clima politico dopo la rivolta delle diverse componenti sociali dell'isola, rivoltatisi contro il governo di Ya'ish (359H/969 d.C.), mawlā del primo emiro al-Hasan ibn Ali al-Kalbi.
Nel 973, quando il califfo fatimide di Ifriqiya si trasferì da al-Mahdiyya al Cairo, in Egitto, Abu l-Futuh Sayf al-Dawla Buluggin ibn Ziri (971-984) fu nominato reggente di Ifriqiya, con capitale a Qayrawan.
La priorità dei governanti ziriti fu il consolidamento del potere ma, privi della flotta che i Fatimidi avevano portato con loro in Egitto (insieme al tesoro), persero il controllo sui Kalbiti in Sicilia.
La grave crisi di governo che travagliò l'Impero bizantino dopo la morte dell'Imperatore Giovanni I Zimisce, nel 976, fece dei possedimenti greci nel sud Italia un invitante obiettivo per Abū l-Qāsim ʿAlī, che si mosse verso la terraferma peninsulare italica.
Nel 977 depredò Taranto, facendo numerosi prigionieri e bruciando alcuni quartieri.
L'emiro fu tenuto sotto controllo dal longobardo Pandolfo Testadiferro, principe di Capua e Benevento, Duca di Spoleto e poi anche principe di Salerno.
Pandolfo morì nel marzo del 981 ma i suoi figli e successori erano troppo deboli e divisi per difendersi con successo dai Saraceni.
Nel 978-981, come era già accaduto nel 975, Abū l-Qāsim ʿAlī saccheggiò Reggio, Sant'Agata ed altri territori calabresi e pugliesi.
In particolare a sud della capitale, nella zona Macellari, non potendo imbarcare sulle navi dei capi bovini, i Saraceni ne "macellarono" una gran quantità, dando origine al toponimo del luogo.
In risposta a queste incursioni intervenne stavolta l'imperatore Ottone II con un esercito di cavalieri corazzati, a cui i bizantini non si opposero attivamente.
Per non compromettere il suo vero obiettivo – l'esercizio dei suoi diritti di dominio sull'Italia meridionale – Ottone accettò il risultato delle lotte intestine per il trono tra duchi e principi longobardi.
Il suo esercito conquistò Taranto nel 982 e poi si trasferì in Calabria, tra varie schermaglie con gli uomini di Abū l-Qāsim ʿAlī.

### La morte alla Battaglia di Capo Colonna
Il 13 luglio 982 a Capo Colonna, a sud di Crotone, ci fu la battaglia decisiva.
Inizialmente la vittoria arrise alle truppe imperiali e Abū l-Qāsim ʿAlī cadde in combattimento.
Le sue truppe tuttavia non si sbandarono, malgrado quella grave perdita. La retroguardia e coloro che erano fuggiti durante la prima fase della battaglia si radunarono e sorpresero i tedeschi, distratti dai festeggiamenti per la vittoria, infliggendo loro una dura sconfitta.
L'Imperatore Ottone fuggì a stento su una nave mercantile bizantina.
La vittoria fu l'ultima ottenuta dai musulmani di Sicilia contro un consistente esercito cristiano, malgrado due anni dopo fosse assediata Cosenza, nel 991 venisse attaccata Taranto, nel 994 venisse razziata Matera, fosse attaccata Benevento nel 1002 e infine fosse brevemente sottoposta a un assedio Capua.